# Махмуд Халид Арсби
Махмуд Халид Арсби (род. 1950) — иорданский чеченец, дипломат, чрезвычайный и полномочный посол Иордании в Кувейте.

## Биография
Учился в Пакистане. Окончил факультет международных отношений. Ему было присвоено звание магистра дипломатических наук. После окончания университета работал в Министерстве иностранных дел Иордании.
Работал на дипломатической ниве в 1980—2010 годах в Сирии, Египте, Саудовской Аравии. Верхом его дипломатической карьеры стала работа в Кувейте в ранге чрезвычайного и полномочного посла. После оставления службы ушёл на пенсию.